# Chủ nghĩa cộng sản Tây Âu

Tem của DDR nhân dịp Hội nghị các đảng Công nhân và Cộng sản Âu Châu 1976 tại Đông Berlin, được xem là một cuộc họp mặt lớn cuối cùng mà các đảng Cộng sản Tây và Đông Âu cùng tham dự.

Chủ nghĩa cộng sản Tây Âu (tiếng Anh: Eurocommunism) là một từ để chỉ khuynh hướng chính trị trong các đảng cộng sản Tây Âu. Từ này bắt đầu từ thập niên 1970 để chỉ chương trình chính trị của những đảng Cộng sản Tây Âu, mà từ những sự kiện Mùa xuân Praha 1968 bắt đầu tách xa chủ nghĩa Cộng sản theo kiểu Liên Xô, đi theo con đường thứ ba là thực hiện sự cộng sinh giữa những tư tưởng Dân chủ phương Tây và những ý tưởng của Xã hội chủ nghĩa. Trễ lắm là tới khi Liên Xô tan rã năm 1991 từ chủ nghĩa Cộng sản Tây Âu đã thuộc về lịch sử, bởi vì nó đã được dùng để phân biệt với từ xã hội chủ nghĩa của xã hội chủ nghĩa hiện thực, trong đó đảng Cộng sản nắm quyền lãnh đạo. Những tư tưởng chính trị theo khuynh hướng này sau đó cho tới bây giờ được gọi là chủ nghĩa Cộng sản Cải tổ.

## Thuật ngữ
Nguồn gốc của thuật ngữ "Eurocommunism" là đề tài tranh luận lớn trong giữa thập niên 1970, được gán cho là từ Zbigniew Brzezinski và Arrigo Levi, trong số những người khác. Jean-François Revel từng viết rằng, "một trong những thú vui yêu thích của các nhà khoa học chính trị là tìm kiếm tác giả của từ Eurocommunism." Vào tháng 4 năm 1977, Deutschland Archiv (Văn khố Đức) quyết định rằng, từ này lần đầu tiên được sử dụng trong mùa hè năm 1975 bởi nhà báo Nam Tư Frane Barbieri, cựu biên tập viên của tạp chí tin tức NIN Belgrade. Bên ngoài Tây Âu, nó đôi khi được gọi là "Neocommunism". Lý thuyết này nhấn mạnh sự "độc lập" mạnh mẽ hơn. Nó đôi khi được gọi là "Gramscian" vì sự phụ thuộc vào những lý thuyết của Antonio Gramsci hơn là Vladimir Lenin.